# Dawud Radżiha
Dawud Radżiha (ur. 1947 w Damaszku, zm. 18 lipca 2012 tamże) – syryjski generał, minister obrony Syrii od sierpnia 2011 do lipca 2012.

## Życiorys
Pochodził z rodziny prawosławnej. Ukończył Syryjską Akademię Wojskową w Hims w 1967, jego specjalnością była artyleria. Na stopień generalski został awansowany w 2005.
Od 2004 do 2011 był szefem sztabu armii syryjskiej. W sierpniu 2011 objął stanowisko ministra obrony Syrii po tym, gdy poprzedni minister Ali Habib Mahmud został objęty sankcjami Unii Europejskiej z powodu tłumienia przez wojsko wystąpień przeciwko autorytarnie rządzącemu prezydentowi Baszszarowi al-Asadowi. Po rekonstrukcji rządu w czerwcu 2012 zachował urząd. Jego obecność w rządzie Syrii według niektórych analityków uzasadniona była nie jego rzeczywistymi kompetencjami, a stanowiła gest w kierunku syryjskich chrześcijan.
W marcu 2012 Stany Zjednoczone i Unia Europejska objęły go sankcjami, twierdząc, iż był odpowiedzialny za tłumienie przez wojsko powstania syryjskiego wymierzonego w autorytarnie rządzącego prezydenta Baszszara al-Asada.
18 lipca tego samego roku padł ofiarą ataku terrorystycznego na budynek służby bezpieczeństwa w Damaszku. Razem z nim w zamachu zginął wiceminister obrony Asif Szaukat, były minister obrony Hasan Turkumani oraz kierujący Biurem Bezpieczeństwa Narodowego Regionalnego Kierownictwa Partii Baas Hiszam Ichtijar. Według doniesień CNN zamachowcem samobójcą był jeden z osobistych ochroniarzy ministra obrony. Sami organizatorzy zamachu twierdzili, że przyczyną eksplozji była bomba umieszczona w budynku poprzedniego dnia. Do ataku przyznała się Liwa al-Islam, jedno z walczących przeciwko al-Asadowi ugrupowań radykalnie muzułmańskich. Razem z pozostałymi ofiarami zamachu został pochowany w Grobie Nieznanego Żołnierza w Damaszku.